# Danmarks Aktive Forbrugere
Danmarks Aktive Forbrugere, grøn forbrugerorganisation, der arbejder for et mere bæredygtigt forbrug. Organisationen blev grundlagt 2. november 1996. 
Danmarks Aktive Forbrugeres overordnede målsætninger er at:
- Fremme økologi og andre bæredygtige produkter
- Fjerne miljø- og sundhedsskadelige kemikalier og sprøjtegifte
- Stoppe ulovlig og vildledende markedsføring

DAF's arbejde baserer sig i høj grad på kampagner imod enkeltvarer eller producenter. Kampagnerne udføres af frivillige aktivister, og det er også primært medlemmerne, der finansierer organisationen. Dog modtager DAF tilskud fra offentlige såvel som private fonde i forbindelse med oplysningsprojekter, f.eks. om økologi. Danmarks Aktive Forbrugere er uafhængig af partipolitiske interesser og har ingen bindinger til erhvervslivet – faktisk modtager organisationen konsekvent ikke bidrag fra fødevareindustrien. Organisationen er medlem af paraplyorganisationerne Forbrugerrådet og Consumers International.
Pr. 1. januar 2006 havde Danmarks Aktive Forbrugere 1250 medlemmer.
Jeppe Juul fra Danmarks Aktive Forbrugere sidder som forbrugerrepræsentant i Klagenævnet for Domænenavne.

## Henvisning
1. ↑  "Klagenævnet for domænenavne". Hentet 23. november 2009.